# Stuorrasuolu
Stuorrasuolu är en ö i Finland. Den ligger i sjön Mantojärvi och i kommunen Utsjoki i den ekonomiska regionen Norra Lappland och landskapet Lappland, i den norra delen av landet, 1 100 km norr om huvudstaden Helsingfors. Öns area är 1,1 hektar och dess största längd är 180 meter i sydväst-nordöstlig riktning.